# Alberto Moravia
Alberto Moravia, eredeti nevén Alberto Pincherle (Róma, 1907. november 28. – Róma, 1990. szeptember 26.) a 20. század egyik legkiemelkedőbb olasz regényírója. Művei legfőképp a modern szexualitással, szociális elidegenedéssel és egzisztencializmussal foglalkoznak. Legismertebb az antifasiszta A megalkuvó, amelyből film is készült 1970-ben Bernardo Bertolucci rendezésében, azonos címmel. Más regényeit is megfilmesítették: A megvetés, melyet Jean-Luc Godard forgatott (Le Mépris), és az Egy asszony meg a lánya, melyet Vittorio De Sica vitt vászonra La ciociara címmel.

## Élete

### A korai évek
Alberto Pincherle (írói neve anyai nagyapjának családi neve) Via Sgambatin született, Rómában, egy gazdag középosztálybeli családban. Zsidó apja, Carlo építész és festő, olasz anyja, Teresa Iginia de Marsanich anconai, de származásilag dalmáciai volt. Moravia nem fejezte be az elemi iskolát, mivel kilencévesen csontízületi tuberkulózissal fertőződött meg, aminek következtében öt évig ágyhoz volt kötve. Három évet otthon töltött, míg másik kettőt egy északkelet-itáliai Cortina d’Ampezzo beli szanatóriumban. Moravia intelligens fiú volt, és idejét az olvasásnak szentelte. Kedvenc írói között tartja számon Dosztojevszkijt, Joyce-ot, Ariostót, Goldonit, Shakespeare-t, Molière-t és Mallarmét. Megtanult franciául és németül is, és mindkét nyelven verseket is írt.

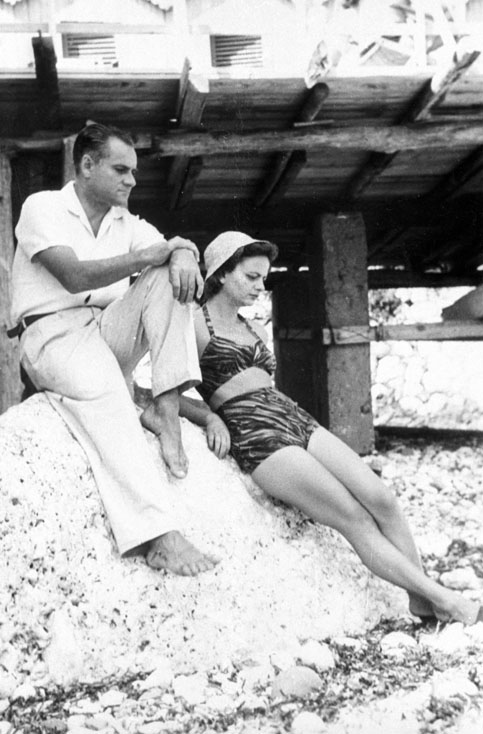
Elsa Morante társaságában, Capri szigetén

## Magyarul megjelent művei
- Római történetek; ford. Gellért Gábor; Európa, Bp., 1957
- A római lány. Regény; ford. Kismárton András; Európa, Bp., 1958
- A megalkuvó; ford., bev. Füsi József; Magvető, Bp., 1959 (Világkönyvtár)
- Il pupo. A pici / La ciociara. A csocsára; Terra, Bp., 1959 (Kétnyelvű kis könyvtár)
- Egy asszony meg a lánya. Regény; ford. Gellért Gábor, utószó Mesterházi Lajos; Európa, Bp., 1960
- A megalkuvó / Agostino; ford. Füsi József, Zsámboki Zoltán, utószó Szabó György; Európa, Bp., 1964
- A közönyösök. Regény; ford. Dankó Éva; Európa, Bp., 1967 (Európa zsebkönyvek)
- Gyilkosság a teniszklubban. Elbeszélések; vál. Lator László, ford. Lontay László et al.; Európa, Bp., 1969 (Európa zsebkönyvek)
- Az unalom. Regény; ford. Zsámboki Zoltán, bev. Sükösd Mihály; Európa, Bp., 1969
- A megvetés. Regény; ford. Székely Éva; Európa, Bp., 1972 (Európa zsebkönyvek)
- Kisregények; ford. Zsámboki Zoltán; Európa, Bp., 1974
- A figyelem; ford. Zsámboki Zoltán; Európa, Bp., 1979 (Európa zsebkönyvek)
- 1934. Regény; ford. Faragó Éva; Európa, Bp., 1985 (Európa zsebkönyvek)
- Levelek a Szaharából; ford. Zsámboki Zoltán; Európa, Bp., 1986
- A leselkedő. Regény; ford. Magyarósi Gizella; Európa, Bp., 1988
- Római utazás; ford. Szentgyörgyi Rita; Fortuna, Bp., 1993
- Én és „őkelme”; ford. Székely Éva; Helikon, Bp., 1996
- Történelem előtti történetek; ford. Székely Éva; Móra, Bp., 2000
- Agostino. Kisregények / Az álarcosbál / Az engedetlenség / A hitvesi szerelem; ford. Zsámboki Zoltán; Európa, Bp., 2003
- Lázadás; ford. Matolcsi Balázs; Partvonal, Bp., 2012 (Partvonal szépirodalom)